# 연속 실함수
미적분학에서, 연속 실함수(영어: continuous real function)는 정의역 속 모든 점에서 함수의 값으로 수렴하는 실함수다. 엄밀한 정의는 엡실론-델타 논법 또는 이미 이를 사용하여 정의된 개념을 필요로 한다.

## 정의
실수에서 실수로 가는 실함수는 데카르트 좌표계에서 그래프로 나타낼 수 있다. 이 때 대략적으로 말하면, 그래프가 전체 구간에서 끊어지지 않은 하나의 곡선일 때 함수가 연속이다. 수학적으로 엄밀한 정의는 극한을 이용하여 정의한다. 변수 {\displaystyle x}에 대한 함수 {\displaystyle f(x)}가 주어졌을 때, 실수 {\displaystyle c}에 대해 {\displaystyle x}가 {\displaystyle c}로 갈 때 {\displaystyle f(x)}의 극한이 {\displaystyle f(c)}와 같다면 함수가 {\displaystyle c}에서 연속이라고 한다.
함수의 연속을 정의하는 방법은 여러 가지가 있는데, 이는 함수의 정의역의 성질에 따라 달라진다. 방금 정의는 특정 점에서의 연속에 대한 정의였다. 한편 어떤 열린 구간에 대하여, 구간이 함수의 정의역에 속하고 구간 내의 모든 점에서 함수가 연속일 때, 함수가 구간에서 연속이라고 한다. 또한 함수가 구간 {\displaystyle (-\infty ,\infty )}에서 연속일 때(즉, 실직선 위에서 연속일 때), 이를 단순히 연속 함수라고 부른다. 예를 들어 다항 함수는 모든 점에서 연속이므로 연속 함수이다.
어떤 구간이 열린 구간이 아니라 반열린 구간 혹은 닫힌 구간인 경우, 그 구간이 함수의 정의역에 속하고 구간 안의 모든 내부점에서 함수가 연속이며 구간의 끝점에서의 함숫값이 구간 내의 변수가 끝점으로 갈 때의 함숫값과 같을 때, 함수가 구간에서 연속이라고 한다. 예를 들어 함수 {\displaystyle f(x)={\sqrt {x}}}는 정의역인 반열린 구간 {\displaystyle [0,\infty )}에서 연속이다.
일반적으로 정의역 "바깥의" 점의 연속성 여부는 다뤄지지 않는다. 예를 들어 {\displaystyle f(x)={\frac {1}{x}}}와 {\displaystyle f(x)=\tan x}는 각각 {\displaystyle x\in \mathbb {R} \backslash \{0\}}과 {\displaystyle x\in \mathbb {R} \backslash \{n\pi |n\in \mathbb {N} \}}는 정의역에 해당하는 구간의 모든 점에서 연속이므로, 통상적으로 함수가 연속 함수라고 말한다. 일부 저자는 고립점을 제외한 실수 전체를 정의역으로 가지는 부분 정의 함수의 연속을 다룬다. 이러한 정의에 따르면, 위 함수들은 구간에 속하지 않는 점에서 불연속이다. 부분 정의 함수에 대하여 어떤 점이 정의역의 폐포에 속할 때, 이 점이 정의역에 속하지 않거나 이 점에서 연속이 아니라면 함수가 그 점에서 불연속이라고 한다. 예를 들어 {\displaystyle f(x)={\frac {1}{x}}}와 {\displaystyle f(x)=\sin {\frac {1}{x}}}는 0에서 정의되지 않으므로 0에서 연속이 아니다. 어떤 점에서 함수가 불연속일 때 이 점을 불연속점이라고 한다.
연속은 아래와 같이 다양한 방식으로 정의할 수 있다.

### 함수의 극한을 이용한 정의
함수 {\displaystyle f}와 함수의 정의역에 속하는 점 {\displaystyle c}에 대해, {\displaystyle x}가 정의역 내에서 {\displaystyle c}로 다가갈 때 그 극한 {\displaystyle f(x)}가 존재하고 {\displaystyle f(c)}와 같다면, {\displaystyle f}는 {\displaystyle c}에서 연속이다. 수학적으로 아래처럼 표기할 수 있다.
{\displaystyle \lim _{x\to c}f(x)=f(c)}
구체적으로 이는 다음의 세 가지 조건을 함의한다. 첫째, {\displaystyle f}는 {\displaystyle c}에서 정의되어야 한다.(즉, {\displaystyle c}가 {\displaystyle f}의 정의역에 속해야 한다.) 둘째, 극한이 존재해야 한다. 셋째, 극한값이 {\displaystyle f(c)}와 같아야 한다. (한편 이 정의에서함수의 정의역은 고립점을 가지지 않는다고 가정한다.)

### 근방을 이용한 정의
실수에서 점 {\displaystyle c}의 근방이란 {\displaystyle c}로부터 일정한 거리 내에 있는 모든 점을 포함하는 구간이다. 직관적으로 말하면, 점 {\displaystyle c}에 대하여 {\displaystyle c}의 근방의 길이가 0으로 수렴할 때 그 근방에서 함숫값의 구간이 점 {\displaystyle f(c)}를 포함하면서 길이가 0에 수렴하면 함수가 {\displaystyle c}에서 연속이라고 한다. 더 정확하게는 함수의 치역에서 임의의 근방 {\displaystyle N_{1}(f(c))}이 주어졌을 때, {\displaystyle x\in N_{2}(c)}인 모든 {\displaystyle x}에 대해 {\displaystyle f(x)\in N_{1}(f(c))}를 만족하도록 하는 정의역 위에서의 근방 {\displaystyle N_{2}(c)}을 항상 잡을 수 있다면 함수가 {\displaystyle c}에서 연속이라고 한다.
근방은 임의의 위상 공간에 대해 정의할 수 있는 개념이기 때문에, 함수의 연속은 실수 위에서 정의된 실함수뿐만 아니라 위상 공간 위에서 정의된 함수에 대해서 보다 일반적으로 정의할 수 있다. 함수는 고립점 위에서 자동으로 연속이 되며, 예를 들어 정의역이 정수인 실함수는 항상 연속이다.

### 수열의 극한을 이용한 정의

과 으로 수렴하는 수열 에 대해 은 로 수렴한다. 따라서 는 0에서 연속이다.

정의역 {\displaystyle D} 위의 점들로 구성된 임의의 수열 {\displaystyle (x_{n})_{n\in \mathbb {N} }}에 대해, 이 수열이 {\displaystyle c}로 수렴하고 그에 대응하는 수열 {\displaystyle (f(x_{n}))_{n\in \mathbb {N} }}이 {\displaystyle f(c)}로 수렴한다면, {\displaystyle f}는 {\displaystyle c}에서 연속이라고 한다. 수학적으로 아래처럼 표기할 수 있다.
{\displaystyle \forall (x_{n})_{n\in \mathbb {N} }\subset D:\lim _{n\to \infty }x_{n}=c\Rightarrow \lim _{n\to \infty }f(x_{n})=f(c)}

### 엡실론-델타 논법을 이용한 정의

엡실론-델타 논법을 이용한 연속의 정의에 대한 설명: 함수 f가 x=2에서 연속임을 보이려고 한다. 이때 ε=0.5라는 값이 주어졌다고 하자. 그러면 δ=0.5일 때, 2를 기준으로 2-δ보다 크고 2+δ보다 작은 모든 x는 함숫값이 f(2)-ε보다 크고 f(2)+ε보다 작다. 즉 조건을 만족하는 δ=0.5를 잡을 수 있다. 방금은 ε 값으로 0.5가 주어졌지만, 아무리 작은 ε가 주어지더라도 조건을 만족하는 δ를 잡을 수 있다면 f는 x=2에서 연속이다.

엡실론-델타 논법을 이용하여 연속을 정의할 수 있다. 함수 {\displaystyle f:D\to \mathbb {R} }과 정의역 {\displaystyle D} 위의 점 {\displaystyle x_{0}}에 대해, 다음을 조건을 만족하면 {\displaystyle f}가 {\displaystyle x_{0}}에서 연속이라고 한다.
임의의 작은 실수 {\displaystyle \varepsilon >0}이 주어졌다고 하자. 이때 어떤 실수 {\displaystyle \delta >0}이 존재하여 {\displaystyle x_{0}-\delta <x<x_{0}+\delta }인 정의역 위의 모든 {\displaystyle x}에 대해 함숫값 {\displaystyle f(x)}가 {\displaystyle f(x_{0})-\varepsilon <f(x)<f(x_{0})+\varepsilon }를 만족한다.
이를 아래처럼 표현할 수도 있다.
임의의 {\displaystyle \varepsilon >0}에 대해, {\displaystyle \delta >0}이 존재하여서 모든 {\displaystyle x\in D}에 대해 {\displaystyle |x-x_{0}|<\delta \Rightarrow |f(x)-f(x_{0})|<\varepsilon }을 만족한다.
직관적으로 설명하면, 이는 {\displaystyle x}에 대한 함숫값 {\displaystyle f(x)}이 {\displaystyle f(x_{0})}를 기준으로 하는 어떤 작은 근방 내에 있도록 하고 싶다면 {\displaystyle x}가 {\displaystyle x_{0}}를 기준으로 하는 작은 근방 내에 있어야 한다는 것과 같다. 이때 {\displaystyle f(x_{0})}를 기준으로 하는 근방이 아무리 작더라도 이를 만족하는 {\displaystyle x_{0}}를 기준으로 하는 근방을 항상 찾을 수 있다면, 함수가 {\displaystyle x_{0}}에서 연속이라고 한다.

## 연속 함수의 구성

삼차 함수의 그래프. 삼차 함수는 위에서 연속이다.

주어진 함수가 연속인지 판별하기 위해서는 함수가 위의 연속의 정의 중 하나를 만족하는지 알아보면 된다. 한편 어떤 정의역 위에서 정의된 두 연속 함수가 주어졌을 때, 두 함수의 합으로 만들어지는 함수 또한 같은 정의역 위에서 연속이다. 즉, 두 연속 함수
{\displaystyle f,g\colon D\to \mathbb {R} }
가 주어졌을 때, 두 연속 함수의 합
{\displaystyle s=f+g}
는 {\displaystyle D}에서 연속이다.(이때 모든 {\displaystyle x\in D}에 대해 {\displaystyle s(x)=f(x)+g(x)}로 정의된다.) 두 연속 함수의 곱에 대해서도 같은 결과가 성립한다. 즉, 두 연속 함수의 곱
{\displaystyle p=f\cdot g}
는 {\displaystyle D}에서 연속이다.(이때 모든 {\displaystyle x\in D}에 대해 {\displaystyle p(x)=f(x)\cdot g(x)}로 정의된다.)
한편 상수 함수와 항등 함수는 실수 {\displaystyle \mathbb {R} } 위에서 연속이다. 그리고 모든 다항 함수는 상수 함수와 항등 함수의 합과 곱들로 나타낼 수 있다. 따라서 위의 결과들에 의해 다항 함수는 {\displaystyle \mathbb {R} } 위에서 연속이다.

유리 함수의 그래프. 에서 함수는 정의되지 않는다. 수직선과 수평선은 유리함수의 점근선이다.

위와 비슷한 방식으로, 연속 함수의 역수
{\displaystyle r=1/f}
는 {\displaystyle D\setminus \{x:f(x)=0\}}에서 연속이다.(이때 {\displaystyle f(x)\neq 0}인 모든 {\displaystyle x\in D}에 대해 {\displaystyle r(x)=1/f(x)}로 정의된다.) 따라서 {\displaystyle g}의 근을 제외한 정의역에서, 두 연속 함수의 몫
{\displaystyle q=f/g}
는 {\displaystyle D\setminus \{x:f(x)=0\}}에서 연속이다.(이때 {\displaystyle g(x)\neq 0}인 모든 {\displaystyle x\in D}에 대해 {\displaystyle q(x)=f(x)/g(x)}로 정의된다.) 예를 들어 아래 함수
{\displaystyle y(x)={\frac {2x-1}{x+2}}}
은 분자와 분모가 모두 연속 함수이므로 {\displaystyle x\neq -2}인 모든 실수점 위에서 연속이다. {\displaystyle x=-2}에서는 함수가 정의되지 않으므로 연속성에 대해 논의할 수 없다.
함수의 합성으로 연속 함수를 구성하는 것도 가능하다. 두 연속 함수
{\displaystyle g:D_{g}\subseteq \mathbb {R} \to R_{g}\subseteq \mathbb {R} }과 {\displaystyle f:D_{f}\subseteq \mathbb {R} \to R_{f}\subseteq D_{g}}
가 주어졌을 때, 두 함수의 합성 {\displaystyle c=f\circ g:D_{f}\to \mathbb {R} }는 연속이다.(이때 모든 {\displaystyle x\in D_{f}}에 대해 {\displaystyle c(x)=g(f(x))}로 정의된다.) 예를 들어 아래 함수
{\displaystyle y(x)=e^{\sin(\ln x)}}
은 {\displaystyle x>0}에서 연속인 함수 {\displaystyle e^{x}}와 {\displaystyle \sin x}, 그리고 {\displaystyle \ln x}의 합성이므로 {\displaystyle x>0}에서 연속이다.

## 참고 문헌
1. ↑  Speck, Jared (2014). “Continuity and Discontinuity” (PDF). 《MIT Math》. 3쪽. 2016년 10월 6일에 원본 문서 (PDF)에서 보존된 문서. 2023년 10월 21일에 확인함. Example 5. The function 1/x is continuous on (0,∞) and on (-∞,0), i.e., for x>0 and for x<0, in other words, at every point in its domain. However, it is not a continuous function since its domain is not an interval. It has a single point of discontinuity, namely x=0, and an infinite discontinuity there.
2. ↑  Lang, Serge (1997), 《Undergraduate analysis》, Undergraduate Texts in Mathematics 2판, Berlin, New York: Springer-Verlag, ISBN 978-0-387-94841-6, section II.4